# フランコ・ニエル
フランコ・ニエル（Franco Niell, 1983年5月22日 - ）は、アルゼンチン・チュブ州トレレウ出身の元サッカー選手。現役時代のポジションはフォワード。

## 人物
小柄な上に男前であることから、一部の男性にとても人気がある。2009年2月にアルゼンチンのゲイの男性を対象にした調査では、4000票近くを集めて"もっともセクシーなサッカー選手"に選ばれた。